# Sarcoma uterino
Un sarcoma uterino es un tumor maligno que nace en el músculo liso o en el tejido conjuntivo que reviste al útero. Si la lesión se origina del estroma del endometrio se denomina sarcoma del estroma endometrial, y si el origen es del músculo uterino, el tumor se llama leiomiosarcoma uterino. Una lesión que contenga también células malignas de origen epitelial se le conoce como un «carcinosarcoma uterino», antes llamado «tumor muleriano mixto maligno».

## Epidemiología
La gran mayoría de los cánceres del cuerpo del útero son del endometrio, de los cuales solo un 4% serán sarcomas uterinos. Por lo general la causa de la lesión es desconocida, sin embargo, aquellos pacientes con un pasado de radiación pélvica tienen una mayor riesgo. La mayoría de los tumores ocurren después de la menopausia. Aquellas mujeres que tomen tamoxifeno tienen igualmente un riesgo mayor que la población.

## Cuadro clínico
El sangramiento inusual o postmenopáusico puede ser un signo de malignidad, incluyendo el sarcoma uterino y amerita ser investigado. Otros signos incluyen dolor pélvico y flujo inusual. Un útero no grávido que se agranda con rapidez es considerado sospechoso. Sin embargo, ninguno de estos u otros síntomas son específicos. Tampoco se han desarrollado exámenes de prevención, como en el caso de un papanicolau, que es un test de captación específico para el cáncer cervical pero no está diseñado para detectar un sarcoma uterino.

## Diagnóstico
Los estudios clínicos para la detección de un sarcoma uterino incluyen los ultrasonido, TAC, resonancia magnética y, de ser posible, la obtención de tejido por medio de una biopsia, histeroscopia o legrados. El diagnóstico definitivo se establece por el examen histológico de una muestra. Típicamente las lesiones malignas presentan >10 células en mitosis por campo del microscopio, cuando en contraste, una lesión benigna, como un leiomioma, tendrá <5 células en mitosis por cada campo de alto poder.

## Estadios
El estadiamiento del sarcoma uterino es similar al del carcinoma de endometrio para el momento de la cirugía utilizando el sistema de estadios de la Federación Internacional de Ginecología y Obstetricia.
- Estadio IA: tumor limitado al endometrio
- Estadio IB: invasión de menos de la mitad del miometrio
- Estadio IC: invasión de más de la mitad del miometrio
- Estadio IIA: se involucra solo la endocervix glandular
- Estadio IIB: invasión del estroma cervical
- Estadio IIIA: tumor invade la serosa o anexos, o citología peritoneal maligna
- Estadio IIIB: metástasis vaginal
- Estadio IIIC: metástasis hacia la pelvis o nódulos linfáticos paraaórticos
- Estadio IVA: invasión de la vejiga o el sistema digestivo
- Estadio IVB: metástasis distantes, incluyendo nódulos linfáticos intraabdominales o inguinal

## Tratamiento
El tratamiento está basado en el estadio respectivo y la condición física del paciente e implica uno de los siguientes abordajes. La cirugía es la opción más frecuente que implica una histerectomía abdominal total, salpingooforectomía bilateral. Otras opciones incluyen radiación, quimioterapia y terapia hormonal.